# Панамериканский Кубок по волейболу среди женщин 2015
14-й розыгрыш Панамериканского Кубка по волейболу среди женщин прошёл с 13 по 21 июня 2015 года в двух городах Перу (Лиме и Кальяо) с участием 12 национальных сборных команд стран-членов NORCECA и CSV. Победителем в 4-й раз в своей истории стала сборная США.

## Команды-участницы
Состав участников был скомплектован следующим образом:
- Перу (команда страны-организатора);
- Доминиканская Республика, Канада, Коста-Рика, Куба, Мексика, Пуэрто-Рико, США, Тринидад и Тобаго (8 лучших команд от NORCECA по рейтингу на январь 2015 года);
- Аргентина, Бразилия, Колумбия (3 лучшие команды от CSV).

После отказа от участия сборной Тринидада и Тобаго вакантное место было предоставлено Уругваю.

## Система проведения турнира
12 команд-участниц на предварительном этапе разбиты на две группы, в которых играют в один круг. Приоритетом при распределении мест в группах является общее количество побед, затем количество набранных очков, соотношение выигранных и проигранных партий, соотношение игровых очков, результат личных встреч. За победы со счётом 3:0 команды получают по 5 очков, за победы 3:1 — по 4, 3:2 — по 3, за поражения 2:3 — по 2 очка, 1:3 — по 1, за поражения 0:3 очки не начисляются.
Победители групп напрямую выходят в полуфинал плей-офф. Команды, занявшие в группах 2-е и 3-и места, выходят в четвертьфинал и определяют ещё двух участников полуфинала. Полуфиналисты по системе с выбыванием определяют призёров первенства. Итоговые 5—10-е места по многоступенчатой системе распределяются между проигравшими в четвертьфиналах и командами, занявшими в группах предварительного этапа 4—5-е места. Итоговые 11—12-е место разыгрывают худшие команды в группах предварительного этапа.

## Предварительный этап

### Группа А
Кальяо
| М | Команда     | 1   | 2   | 3   | 4   | 5   | 6   | И | В | П | С/П  | О  |
| - | ----------- | --- | --- | --- | --- | --- | --- | - | - | - | ---- | -- |
| 1 | США         |     | 3:0 | 3:0 | 3:1 | 3:0 | 3:0 | 5 | 5 | 0 | 15:1 | 24 |
| 2 | Аргентина   | 0:3 |     | 3:2 | 3:2 | 3:1 | 3:0 | 5 | 4 | 1 | 12:8 | 15 |
| 3 | Пуэрто-Рико | 0:3 | 2:3 |     | 3:0 | 3:0 | 3:0 | 5 | 3 | 2 | 11:6 | 17 |
| 4 | Колумбия    | 1:3 | 2:3 | 0:3 |     | 3:0 | 3:0 | 5 | 2 | 3 | 9:9  | 13 |
| 5 | Мексика     | 0:3 | 1:3 | 0:3 | 0:3 |     | 3:0 | 5 | 1 | 4 | 4:12 | 6  |
| 6 | Коста-Рика  | 0:3 | 0:3 | 0:3 | 0:3 | 0:3 |     | 5 | 0 | 5 | 0:15 | 0  |

13.06: Аргентина — Коста-Рика 3:0 (25:14, 25:14, 27:25); Колумбия — Мексика 3:0 (25:20, 25:21, 25:20); США — Пуэрто-Рико 3:0 (25:22, 25:12, 25:18).
14.06: США — Колумбия 3:1 (25:21, 25:9, 23:25, 25:16); Пуэрто-Рико — Коста-Рика 3:0 (25:9, 25:14, 25:10); Аргентина — Мексика 3:1 (25:20, 25:13, 22:25, 25:18).
15.06: США — Коста-Рика 3:0 (25:11, 25:9, 25:5); Аргентина — Колумбия 3:2 (20:25, 25:19, 20:25, 25:18, 15:12); Пуэрто-Рико — Мексика 3:0 (25:20, 26:24, 25:22).
16.06: Колумбия — Коста-Рика 3:0 (25:18, 25:23, 25:14); США — Мексика 3:0 (25:13, 25:17, 25:17); Аргентина — Пуэрто-Рико 3:2 (25:22, 25:20, 22:25, 22:25, 15:10).
17.06: Мексика — Коста-Рика 3:0 (25:15, 25:20, 25:20); Пуэрто-Рико — Колумбия 3:0 (25:22, 25:16, 25:21); США — Аргентина 3:0 (25:18, 25:18, 25:11).

### Группа В
Лима
| М | Команда                  | 1   | 2   | 3   | 4   | 5   | 6   | И | В | П | С/П  | О  |
| - | ------------------------ | --- | --- | --- | --- | --- | --- | - | - | - | ---- | -- |
| 1 | Доминиканская Республика |     | 3:1 | 3:0 | 3:2 | 3:1 | 3:0 | 5 | 5 | 0 | 15:4 | 21 |
| 2 | Куба                     | 1:3 |     | 3:0 | 3:2 | 3:0 | 3:0 | 5 | 4 | 1 | 13:5 | 19 |
| 3 | Канада                   | 0:3 | 0:3 |     | 3:2 | 3:0 | 3:0 | 5 | 3 | 2 | 9:8  | 13 |
| 4 | Бразилия                 | 2:3 | 2:3 | 2:3 |     | 3:0 | 3:0 | 5 | 2 | 3 | 12:9 | 16 |
| 5 | Перу                     | 1:3 | 0:3 | 0:3 | 0:3 |     | 3:0 | 5 | 1 | 4 | 4:12 | 6  |
| 6 | Уругвай                  | 0:3 | 0:3 | 0:3 | 0:3 | 0:3 |     | 5 | 0 | 5 | 0:15 | 0  |

13.06: Доминиканская Республика — Уругвай 3:0 (25:10, 25:14, 25:8); Куба — Перу 3:0 (25:21, 25:20, 25:22); Канада — Бразилия 3:2 (15:25, 25:14, 15:25, 28:26, 15:9).
14.06: Канада — Уругвай 3:0 (25:16, 25:9, 25:13); Куба — Бразилия 3:2 (25:15, 25:23, 20:25, 22:25, 16:14); Доминиканская Республика — Перу 3:1 (25:18, 25:20, 22:25, 25:20).
15.06: Бразилия — Уругвай 3:0 (25:15, 25:13, 25:14); Доминиканская Республика — Куба 3:1 (25:27, 25:14, 25:22, 25:21); Канада — Перу 3:0 (25:18, 25:21, 25:15).
16.06: Куба — Уругвай 3:0 (25:16, 25:5, 25:20); Доминиканская Республика — Канада 3:0 (25:19, 25:22, 26:24); Бразилия — Перу 3:0 (30:28, 25:20, 25:20).
17.06: Куба — Канада 3:0 (25:21, 25:20, 25:20); Доминиканская Республика — Бразилия 3:2 (16:25, 18:25, 25:17, 25:16, 15:10); Перу — Уругвай 3:0 (25:12, 25:8, 25:10).

## Матч за 11-е место
19 июня. Кальяо
Коста-Рика — Уругвай 3:1 (22:25, 25:21, 25:18, 25:21).

## Плей-офф

### Классификационные матчи
19 июня. Кальяо. Играют команды, занявшие в группах предварительного этапа 4—5-е места.
Бразилия — Мексика 3:0 (25:19, 25:17, 25:21)
Колумбия — Перу 3:2 (19:25, 23:25, 25:20, 25:23, 15:11)

### Четвертьфинал
19 июня. Лима. Играют команды, занявшие в группах предварительного этапа 2—3-е места.
Аргентина — Канада 3:1 (25:20, 25:20, 23:25, 25:21)
Куба — Пуэрто-Рико 3:2 (25:19, 23:25, 29:27, 23:25, 16:14)

### Матч за 9-е место
20 июня. Лима. Играют проигравшие в классификационных матчах.
Перу — Мексика 3:2 (25:22, 20:25, 25:20, 18:25, 17:15).

### Полуфинал за 5—8 места
20 июня. Кальяо. Проигравшие в четвертьфинале играют против победителей классификационных матчей.
Канада — Колумбия 3:1 (25:20, 17:25, 25:19, 25:9)
Пуэрто-Рико — Бразилия 3:1 (19:25, 25:9, 25:21, 25:21)

### Полуфинал за 1—4 места
20 июня. Лима. Победители групп предварительного этапа играют против победителей матчей четвертьфинала.
США — Куба 3:0 (25:17, 25:20, 25:22)
Доминиканская Республика — Аргентина 3:1 (25:23, 25:20, 23:25, 25:21).

### Матч за 7-е место
21 июня. Кальяо. Играют проигравшие в полуфиналах за 5-8 места.
Бразилия — Колумбия 3:0 (25:22, 25:23, 25:15).

### Матч за 5-е место
21 июня. Кальяо. Играют победители полуфиналов за 5-8 места
Канада — Пуэрто-Рико 3:1 (25:21, 25:23, 20:25, 25:23).

### Матч за 3-е место
21 июня. Лима. Играют проигравшие в полуфиналах за 1-4 места
Аргентина — Куба 3:0 (25:23, 25:23, 25:20).

### Финал
21 июня. Лима. Играют победители полуфиналов за 1-4 места
США — Доминиканская Республика 3:0 (25:20, 25:20, 25:15).

## Итоги

### Положение команд
| США                      |
| Доминиканская Республика |
| Аргентина                |
| 4. Куба                  |
| 5. Канада                |
| 6. Пуэрто-Рико           |
| 7. Бразилия              |
| 8. Колумбия              |
| 9. Перу                  |
| 10. Мексика              |
| 11. Коста-Рика           |
| 12. Уругвай              |

### Призёры
США: Ойинкансола Аджанаку, Лорен Паолини, Кэссиди Лихтман, Кристин Хильдебранд, Натали Хагглунд, Кёрсти Джэксон, Мишель Барч, Александра Клайнмэн, Хэйли Ходсон, Дженна Хагглунд, Карли Ллойд, Криста Вансэнт. Главный тренер — Дэвид Хант.
  Доминиканская Республика: Винифер Фернандес Перес, Лисвель Эве Мехия, Марианна Ферсола Норберто, Бренда Кастильо, Ниверка Марте Фрика, Синди Рондон Мартинес, Росалин Анхелес Рохас, Эрасма Морено Мартинес, Присилья Ривера Бренс, Йонкайра Пенья Исабель, Джина Мамбру Касилья, Анна Бинет Стефенс, Брайелин Мартинес. Главный тренер — Маркос Квик.
  Аргентина: Марианела Гарбари, Таня Акоста, Ямила Низетич, Лусия Фреско, Соль Пикколо, Клариса Сагардия, Эмильсе Соса, Джульета Ласкано, Татьяна Риццо, Летисия Боскаччи, Жозефина Фернандес, Патрисия Ойльятагуэрре, Флоренсия Бускетс, Яэль Кастильоне. Главный тренер — Гильермо Ордуна.

### Индивидуальные призы
MVP:  Криста Вансэнт
Лучшие нападающие-доигровщики:  Криста Вансэнт,  Мелисса Варгас
Лучшая блокирующие:  Алена Рохас,  Люсиль Чарук
Лучшая диагональная нападающая:  Анхела Лейва
Лучшая на подаче:  Мелисса Варгас
Лучшая на приёме:  Бренда Кастильо
Лучшая в защите:  Бренда Кастильо
Лучшая связующая:  Карли Ллойд
Лучшая либеро:  Бренда Кастильо
Самая результативная:  Мелисса Варгас